# (14537) Týn nad Vltavou
(14537) Týn nad Vltavou ist ein Asteroid des mittleren Hauptgürtels. Er wurde am 10. September 1997 von den tschechischen Astronomen Miloš Tichý und Zdeněk Moravec am Kleť-Observatorium bei Kleť entdeckt.
Benannt wurde der Asteroid am 6. Januar 2003 nach der Stadt Týn nad Vltavou, zu deutsch Moldautein, im südböhmischen Jihočeský kraj. (14537) Týn nad Vltavou gehört der Eunomia-Familie an.